# 185484 Czochralski
185484 Czochralski este o planetă minoră (asteroid), cu un diametru de 5,91 km, din Outer Main Belt⁠(d). A fost descoperită pe 22 februarie 2007 la Charleston⁠(d) de Astronomical Research Observatory, Charleston⁠(d). 
Obiectul prezintă o orbită caracterizată de o semiaxă mare de 3,4704687768576 UAi, o excentricitate de 0,032444328145955, o înclinație de 11,038006090722 ° în raport cu ecliptica.